# هيلموت أنشوتز
هيلموت أنشوتز (13 يوليو 1932 – 8 أكتوبر 2016) هو مبارز بالسيف ألماني راحل، مثّل بلاده في الألعاب الأولمبية الصيفية 1960.

## روابط رياضية
هيلموت أنشوتز على موقع أوليمبيديا (الإنجليزية)